# Valentin Muratov
Pour les articles homonymes, voir Muratov.
Valentin Ivanovich Muratov (russe : Валентин Иванович Муратов), né le 30 juillet 1928 dans l'oblast de Moscou, mort le 6 octobre 2006 à Moscou est un gymnaste soviétique. Maître émérite du sport de l'URSS en 1952.

## Biographie
Né dans le village Kotioukovo, dans l'oblast de Moscou, Valentin Muratov grandit à Moscou. Son père disparait sur le front de la Seconde Guerre mondiale. Pendant les années de guerre, Valentin travaille à l'usine de production de munition GSKB-7 de Moscou. En 1945, à la fin de la guerre, il retourne à l'école, où il commence à pratiquer la gymnastique. En 1947, il participe à son premier championnat de l'URSS. En 1948, il devient champion de l'URSS du premier rang, la catégorie au-dessous du maître des sports, le titre qui lui sera conféré l'année suivante (1949). En 1950, il devient champion aux anneaux au championnat de l'URSS en gymnastique artistique. En 1952, il remporte sa première médaille d'or olympique à Helsinki.
Il est membre du Parti communiste de l'Union soviétique depuis 1958.
Il met fin à sa carrière sportive en 1959, après une blessure, et devient entraineur, d'abord dans l'équipe de Moscou, puis, dans l'équipe nationale (1960-1968). Il a notamment travaillé avec Larissa Latynina, Lyudmila Turishcheva, Olga Korbut et Boris Shakhlin.
Valentin Muratov meurt le 6 octobre 2006, à l'âge de 78 ans. Il est enterré à Moscou au cimetière Mitinsky, à côté de sa femme, décédée quelques jours plus tôt,.

## Vie privée
Il se marie en 1951 avec la gymnaste Sofia Mouratova.

## Décorations
- ordre de Lénine (1957)
- médaille pour la Défense de Moscou (1944)

## Palmarès

### Jeux olympiques
- Helsinki 1952
  -  médaille d'or par équipes

- Melbourne 1956
  -  médaille d'or par équipes
  -  médaille d'or au sol
  -  médaille d'argent aux anneaux
  -  médaille d'or au saut de cheval

### Championnats du monde
- Rome 1954
  -  médaille d'or par équipes
  -  médaille d'or au concours général individuel
  -  médaille d'or au sol
  -  médaille de bronze aux anneaux
  -  médaille d'or à la barre fixe

- Moscou 1958
  -  médaille d'or par équipes